# Guerra da Confederação
- Este artigo foi inicialmente traduzido, total ou parcialmente, do artigo da Wikipédia em castelhano cujo título é «Guerra contra la Confederación Perú-Boliviana».

A Guerra da Confederação (em castelhano:  Guerra de la Confederación) (1836-1839) foi um conflito armado entre a Confederação Peru-Boliviana de um lado e o Chile, os dissidentes peruanos e a Argentina de outro. A guerra foi travada principalmente no território do Peru e terminou com uma derrota confederada e a dissolução da Confederação.

## Ver também

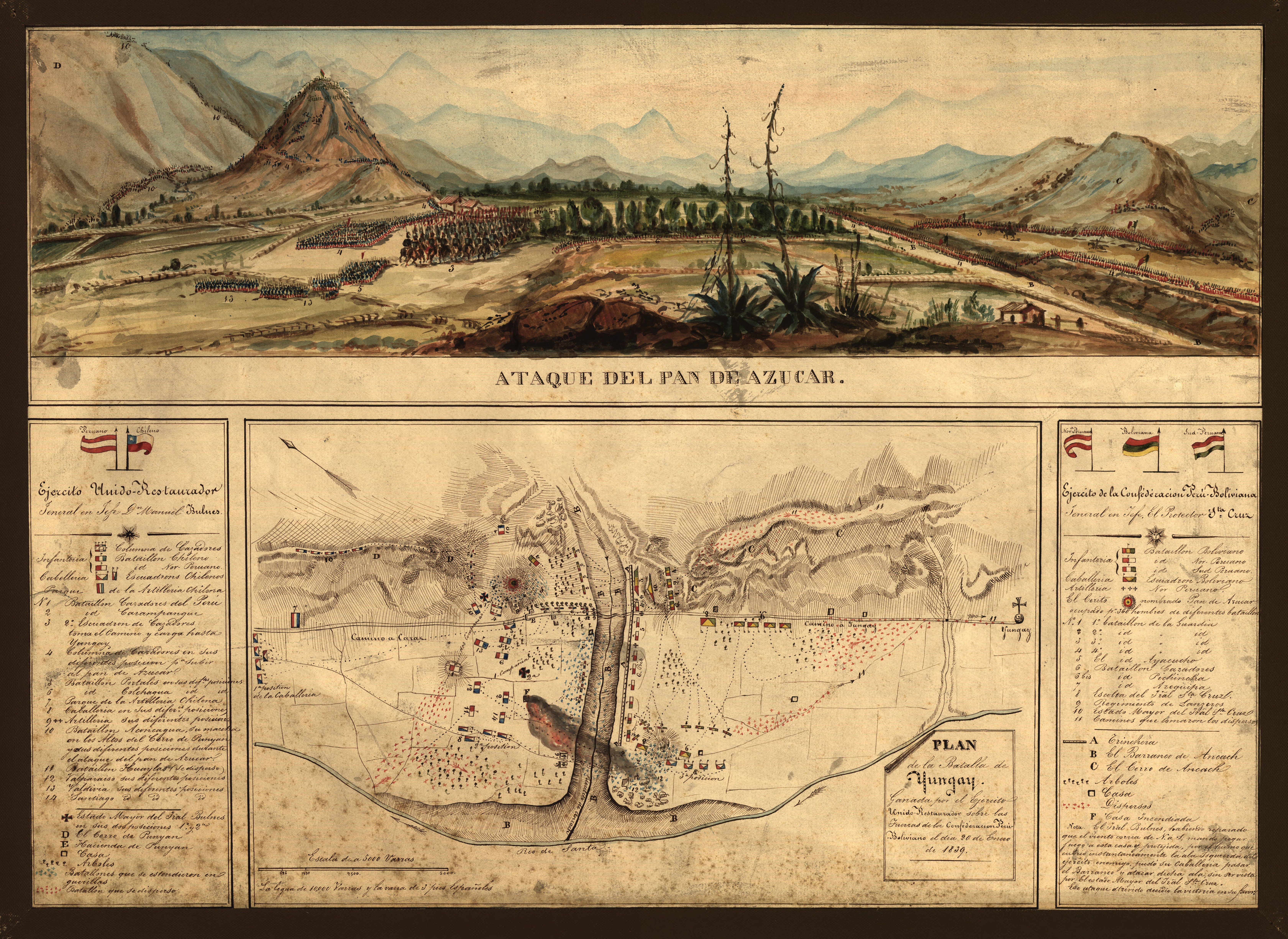
Batalha de Yungay durante a Guerra da Confederação.